# 新加坡地铁保安
在新加坡地鐵系統中，犯罪與恐怖主義相關的安全議題在系統規劃初期並未被列為優先事項。然而，隨著其他地區接連發生多起重大恐怖攻擊事件，新加坡已在所有地鐵車站全面升級並加裝閉路電視（CCTV）系統，並安排保安人員全天候（24小時）在列車與車站內巡邏。

## 執法與安全措施

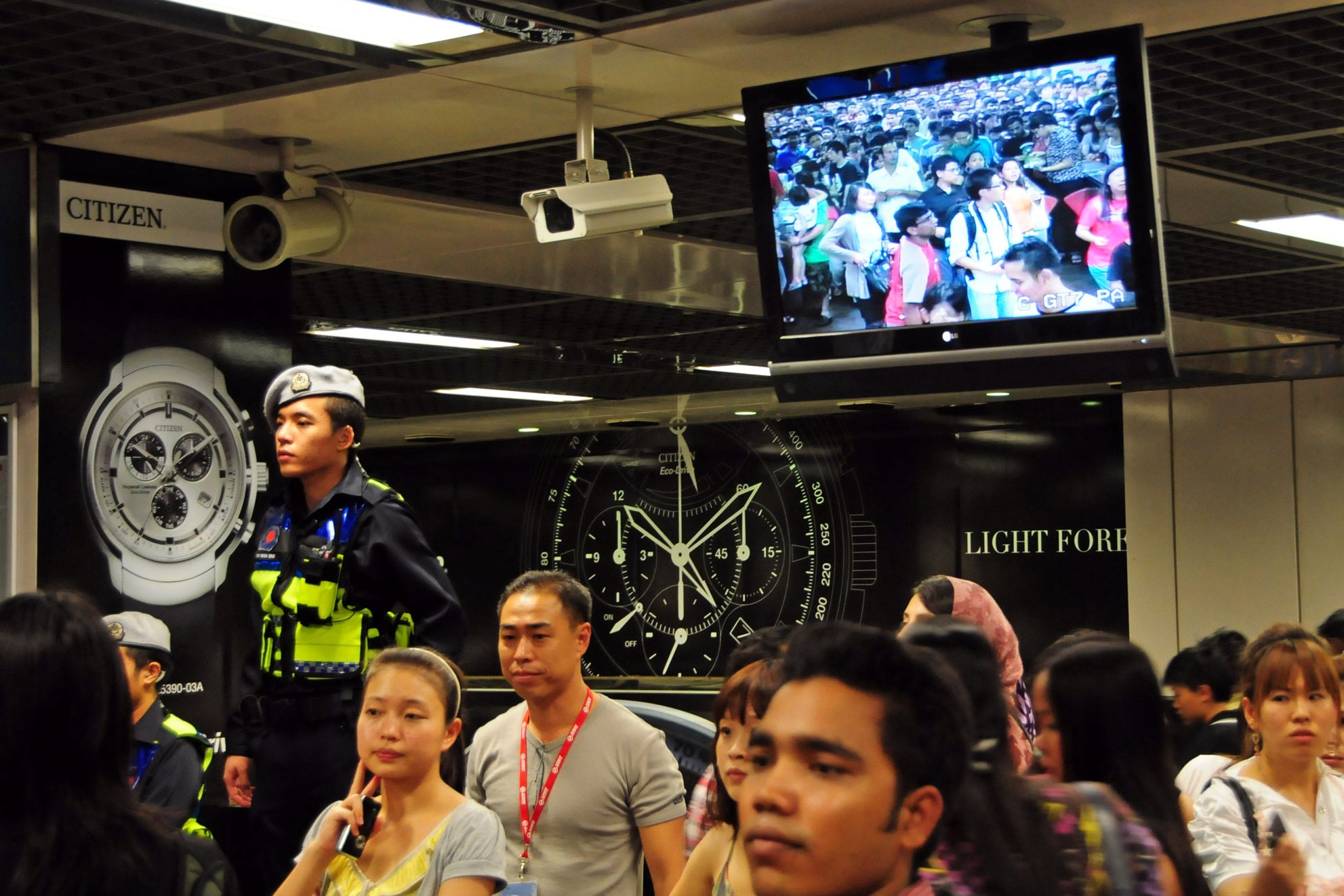
2010年元旦慶祝活動結束後數小時內，公共交通保安指揮處的一名警官在市政廳地鐵站巡視大量人潮。現場人流也透過監視器畫面即時顯示於螢幕上。

由於2001年9月11日美國恐怖攻擊事件及2004年3月11日針對馬德里通勤鐵路系統的爆炸案引發全球對交通運輸安全的高度關注，新加坡政府亦隨之啟動多項鐵路安全強化措施。馬德里爆炸事件發生後數月內，SMRT集團與新捷運兩家地鐵營運商開始雇用私人無武裝保安人員於月台巡邏，並賦予其檢查乘客隨身物品的權力。這些保安人員分別來自G4S Security（SMRT）與Premier Security（新捷運），但在2011年8月碧山車廠發生安全漏洞後，G4S終止了合約，由Certis CISCO接手保安任務。
2005年7月7日倫敦地鐵爆炸案發生後隔天，新加坡警方立即部署武裝警察机动部队（Police Tactical Unit）人員於地鐵車站加強巡邏，並將既有的安全措施調升至更高警戒層級。
新加坡警察部隊於2005年4月14日公開宣布，將成立一支專門維護地鐵安全的單位，當時命名為地铁警卫队（Police MRT Unit）。該部隊於2005年8月15日開始在地鐵與輕軌系統中展開武裝巡邏，警員成對執勤，於車站及車廂內隨機巡邏。他們穿著與警察戰術部隊類似的戰術制服，但佩戴藍色貝雷帽以作識別，每人配備金牛座M85左輪手槍與T型警棍，其火力低於戰術部隊，但具備必要時「視情況開火」的授權，包括使用致命武力。該部門在2009年8月正式擴編為獨立單位，命名為公共交通保安指揮處。由於酒後失控行為可能對地鐵安全構成風險，自2009年1月起，地鐵沿線設立臨檢點，以防止醉酒人士搭乘地鐵。
2018年11月5日，陸路交通管理局宣布展開為期六個月的地鐵安檢試驗計畫，於指定車站進行隨機安全檢查。該試驗於 2018年11月12日正式展開，每次最多六個車站被隨機選中實施安檢，包括：宏茂橋站、勿洛站（2018年11月），寶門廊站（2018年12月），牛車水站（2019年2月），淡濱尼站與金文泰站（2019年3月）。安檢採一人一檢方式以減少排隊延誤，相關數據將用於改善未來安檢程序。

## 公告與通知
Be aware of your surroundings. If you become a victim of crime, please approach station staff for help, or call 999 immediately. ——一例车站公告
Please do not leave your belongings unattended. If you see any suspicious-looking person or article, please inform our staff or press the emergency communication button located at the side of the train doors. ——一例车内公告
- 如上所述的錄製語音廣播會在車站及列車內播放，月台上的等離子顯示螢幕與列車車廂內的顯示屏也會同步顯示相關通知；此外，車站內亦張貼海報與公告，提醒乘客若發現無人看管的包裹或其他可疑活動，應立即向有關當局通報。

## 北極星五號演習
2006年1月8日，新加坡舉行了一場代號為「北極星五號演習」的大型民防演習，模擬多美歌、大巴窯、萊佛士坊及濱海灣地鐵站發生爆炸與化學攻擊。演習期間共有13個受影響的車站關閉，歷時三小時，影響約3,400名通勤乘客。

## 站岗演習
自2018年起，陸路交通管理局啟動了名為「站岗演習」的應急演練行動，旨在測試既有的安全措施是否充足，並強化應對突發事件的警覺與反應效率。首次演習於紐頓地鐵站進行，隨後也於荷蘭村地鐵站展開。